# Nowosybirski Pedagogiczny Uniwersytet Państwowy
Nowosybirski Pedagogiczny Uniwersytet Państwowy (ros. Новосибирский государственный педагогический университет) – jedna z uczelni znajdujących się w Nowosybirsku. Założona w 1935 roku jako Instytut Pedagogiczny, który w 1993 roku otrzymał status uniwersytetu. Największa pedagogiczna uczelnia Syberii i rosyjskiego Dalekiego Wschodu.

## Historia
Uczelnia została oficjalnie uruchomiona jako Miejski Instytut Pedagogiczny 29 listopada 1935 roku. Początkowo składała się z czterech wydziałów: historycznego, matematycznego, przyrodniczego oraz wydziału literatury, a na zajęcia uczęszczało 109 studentów. Instytut nie posiadał stałej siedziby i w początkowych latach jego istnienia nagminne były problemy lokalowe, zajęcia odbywały się w salach lekcyjnych różnego typu publicznych szkół znajdujących się na terenie Nowosybirska. W 1938 roku przeprowadził się on do kolejnej szkoły, a w rok później otwarty został Wydział Zaoczny, w którym naukę w pierwszym roku jego istnienia podjęło 478 studentów. Dla porównania studentów stacjonarnych w 1940 roku było 258, 58 z nich otrzymywało stypendium od uczelni, a 135 miało zapewnione miejsca w akademiku. W tym samym roku zatrudnionych było 43 pracowników naukowych, a 47 osób opuściło mury uczelni jako absolwenci. W czasie wielkiej wojny ojczyźnianej na front wyruszyło więcej niż 90 pracowników i studentów instytutu. W czasie wojny Instytut Pedagogiczny został przeniesiony do Kołpaszewa, leżącego w obwodzie tomskim. Warunki były ciężkie, miasto nie miało połączenia kolejowego, a transport odbywał się po rzece Ob. Po dwóch latach, w 1943 roku, uczelnia powraca do Nowosybirska. W 1945 roku otwarty zostaje Wydział Języków Obcych, gdzie naukę pobierać można było na dwóch specjalnościach, niemieckiej i angielskiej. Na uczelni funkcjonuje także Wydział Marksizmu i Leninizmu.
Dopiero w 1968 roku rozpoczęła się budowa nowoczesnego kompleksu budynków dla Nowosybirskiego Instytutu Pedagogicznego, gdzie mógłby wreszcie znaleźć on siedzibę w komfortowych warunkach. W tym samym roku zaczęła ukazywać się uniwersytecka gazeta. Nowa siedziba została ukończona w 1975 roku, swe miejsca oprócz wszystkich wydziałów znalazły tam także akademiki, stołówki, hale sportowe, stadion, lodowisko do gry w hokeja oraz obiekt do uprawiania narciarstwa. W tym samym roku uruchomione zostają Wydziały Sztuki, a w kolejnych latach struktura uczelni powiększała się. W 1985 roku zostaje ona odznaczona Orderem Czerwonego Sztandaru Pracy. W 1986 roku otwarto Wydział Edukacji Przedszkolnej, w 1989 roku Wydział Kultury Fizycznej, a w 1990 roku zamiejscową jednostkę zlokalizowaną na terenie rejonu kujbyszewskiego.

## Uniwersytet obecnie
W 1993 roku po spełnieniu wszystkich formalnych warunków Instytut Pedagogiczny zostaje przekształcony w Nowosybirski Pedagogiczny Uniwersytet Państwowy. W 1996 roku otwarty zostaje Wydział Psychologii, w 1998 roku Wydział Reklamy, po roku 2000 kilka wydziałów zostaje połączonych, zaczynają powstawać instytuty, zmieniane zostają też profile i nazwy niektórych jednostek. Nowosybirski Pedagogiczny Uniwersytet Państwowy jest największą uczelnią na obszarze Syberii i Rosyjskiego Dalekiego Wschodu. Rocznie na studia stacjonarne przyjmuje on około 1000 studentów i prawie 500 na studia zaoczne. Kadra składa się z prawie 1000 pracowników naukowo-technicznych, z których 65,3% posiada stopnie i tytuły naukowe. Łączna liczba studentów przekracza liczbę 21 000 osób. Uniwersytet oferuje także studia podyplomowe oraz doktoranckie, jest ośrodkiem egzaminacyjnym z języka rosyjskiego dla obcokrajowców, a także otrzymał on certyfikat ISO 9001-2001. Uniwersytet dysponuje budynkami, których łączna powierzchnia wynosi 102 907 metrów kwadratowych. Pracownicy oraz studenci mają możliwość korzystania z biblioteki uniwersyteckiej, będącą jedną z największych tego typu placówek w obwodzie nowosybirskim. Z zasobów biblioteki korzystać można w 4 czytelniach, posiadającymi 359 miejsc. Przy uniwersytecie działa także muzeum, wystawiające zbiory związane m.in. z historią i archeologią regionu, a także z historią edukacji na tych ziemiach.

## Struktura
Nowosybirski Pedagogiczny Uniwersytet Państwowy ma skomplikowaną strukturę. Dzieli się dziewięć instytutów, pięć wydziałów (fakultetów) i trzy ogólnouniwersyteckie katedry. Oprócz tego przy uczelni działa jeszcze osiem różnych centrów uniwersyteckich. 
- Instytut Nauk o Dzieciach
- Instytut Nauk Przyrodniczych i Socjoekonomicznych
- Instytut Sztuk
- Instytut Historii, Nauk Humanistycznych i Edukacji Społecznej
- Instytut Polityki Młodzieżowej i Pracy Socjalnej
- Instytut Otwartej i Zdalnej Edukacji
- Instytut Reklamy
- Instytut Filologii, Środków Masowego Przekazu i Psychologii
- Instytut Fizyko-Matematyczny i Edukacji Informatyczno-Ekonomicznej
- Wydział Języków Obcych
- Wydział Kultury i Dalszej Edukacji
- Wydział Podwyższania Kwalifikacji i Doskonalenia Zawodowego Pracowników Edukacyjnych
- Wydział Psychologii
- Wydział Technologii i Przedsiębiorczości
- Wydział Kultury Fizycznej
- Katedra Języków Obcych
- Katedra Wychowania Fizycznego
- Katedra Filozofii[5]